# Melicope coodeana
Melicope coodeana är en vinruteväxtart som beskrevs av Thomas Gordon Hartley. Melicope coodeana ingår i släktet Melicope och familjen vinruteväxter. Inga underarter finns listade i Catalogue of Life.